# Inmigración china en México
Los primeros inmigrantes chinos a México llegaron a finales del siglo XIX a la península de Baja California, la mayoría, con la intención de cruzar hacia los Estados Unidos. Al no lograrlo, un número importante se estableció en Mexicali, en particular en una porción del centro de la ciudad conocido como la Chinesca. Otros chinos y rusos se trasladaron al Valle de Guadalupe, en el municipio de Ensenada. Hoy en día muchos bajacalifornianos y sudcalifornianos son nietos e hijos de estos inmigrantes, sin olvidar otras comunidades que radican en Baja California Sur, Sinaloa, Nayarit, Jalisco, Yucatán, Colima, Tamaulipas, Quintana Roo, Guerrero, Veracruz y Puebla.
En la capital, la comunidad china de la Ciudad de México se estima en 30 000 personas, y va en aumento. Al igual que en otras ciudades del mundo, tiene su propio barrio chino, muy cerca de la Alameda Central (calle Dolores). En él se encuentran manifestaciones culturales y gastronómicas en fechas específicas, como el Año Nuevo, tanto para el calendario chino como para el calendario mexicano y, sobre todo, para el calendario católico. Ha habido, por ejemplo, una peregrinación de chinos católicos hacia la Basílica de Guadalupe, acompañada de danzas y música tradicional china y mexicana, así como una serie de bautizos múltiples de bebés chinos nacidos en México.
Existen diversas estimaciones y sondeos en cuanto al peso estimado de su contribución demográfica en el México actual, que varían desde los 10 700 chinos residiendo en México en 2008, versus los 70 000 con ciudadanía china aquel mismo año, y hasta los 400 000 mexicanos con ascendencia china, y 80 000 chinos de ultramar en 2016, haciendo un total de 480 000 chinos viviendo en México, según Nanfang Daily y el sitio web de la Oficina de Relaciones Exteriores de China.

## Historia

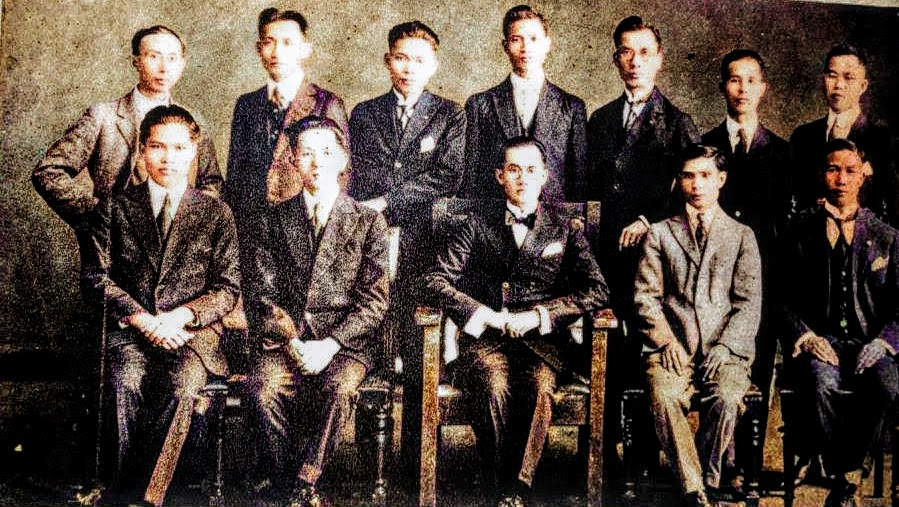
Asociación de Jóvenes Cristianos Chinos en Tampico, Tamaulipas ca. 1919.

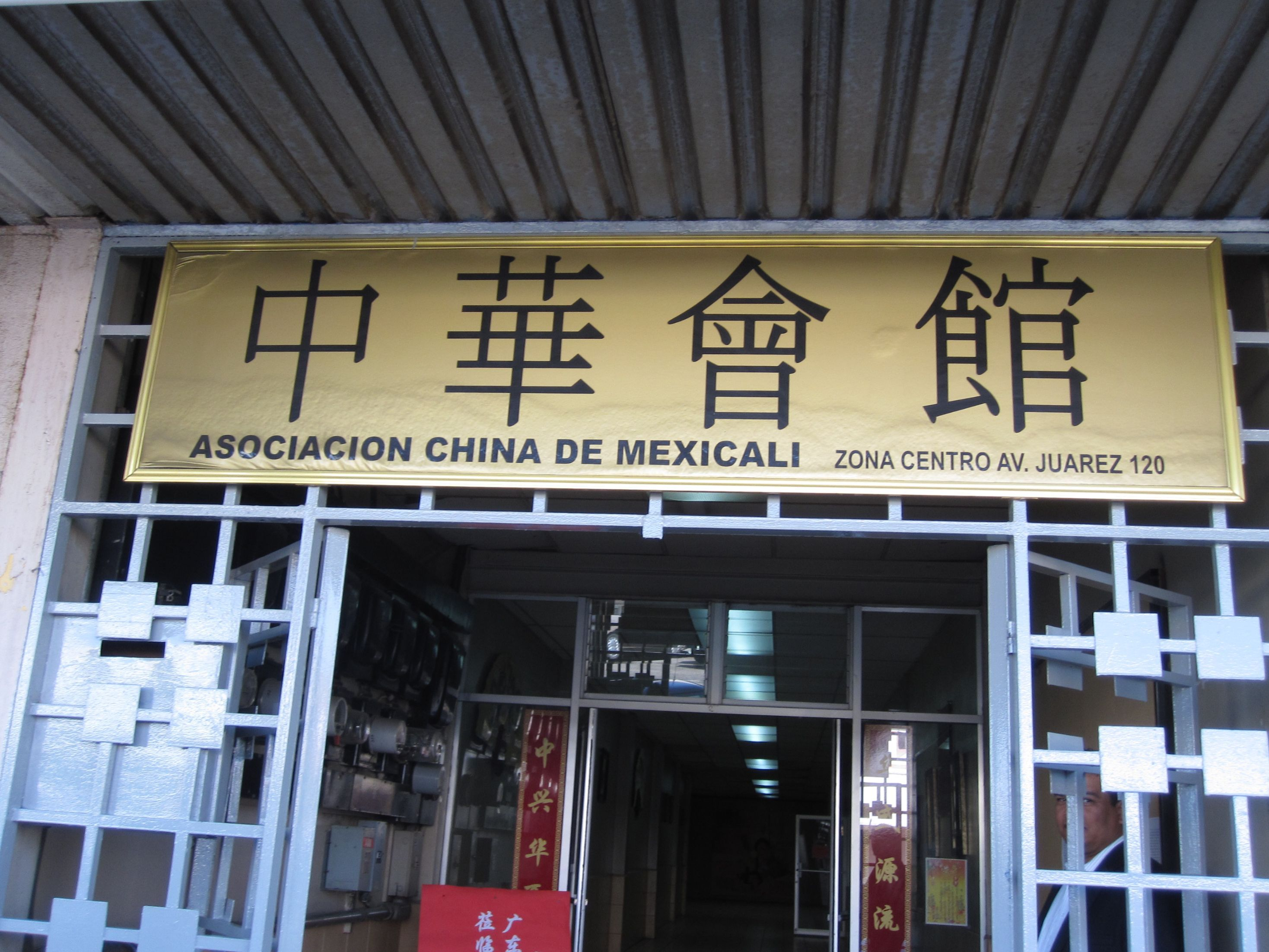
Asociación China de Mexicali, Baja California.

La mayoría de los migrantes que salieron de China a México, especialmente a Baja California, venían de zonas rurales.[cita requerida] Según algunas fuentes, los elementos determinantes de emigración están ligados a la situación socioeconómica en China y la falta de trabajos, condiciones que movieron a muchos a buscar una mejor situación de vida. Sin embargo, muchos quedaron en situaciones desventajosas para competir con trabajadores de otras partes del mundo, con trabajos muy pesados y salarios muy bajos. Baja California representa uno de los mejores testimonios de cómo los chinos se abrieron paso en un medio hostil.[cita requerida]
Los barcos que desembarcaban en Mazatlán, Ensenada y Guaymas que venían de Cantón y Hong Kong con cientos de chinos que en su mayoría eran varones en los primeros años del siglo XX. Para impulsar la extensión de ferrocarriles de México y el Suroeste de los Estados Unidos se contrataron a miles de inmigrantes chinos para trabajar marchas forzadas de la colocación de rieles y la construcción de estaciones ferroviarias.[cita requerida]
A finales del siglo XIX se propició una fuerte inmigración de chinos hacia los Estados Unidos con el fin de trabajar en la construcción de vías férreas, al concluirse éstas, el país del norte empezó a rechazarlos hasta que en 1904, se emitió una ley que prohibía su entrada, ya que para el 6 de mayo de 1882 se aprobó en Estados Unidos la ley de exclusión china con la argumentación de los trabajadores chinos ponía en peligro el orden en algunas localidades del territorio estadounidense, con esta política quedó suspendida la inmigración de trabajadores chinos y fue ilegal su entrada a los Estados Unidos. Actualmente hay un asentamiento importante se estableció en chihuahua, debido a la inversiòn de empresas chinas por lo que ahora hay un gran número de chinos provenientes de distintas provincias, es importante señalar que son comandados por la china fany una conocida mujer con asendencia vietnamita y conocida en su tierra como la reina del arroz, sin duda una bendición para la ciudad de chihuahua[cita requerida]
Esto casi coincidió con el desarrollo agrícola de Mexicali que requería de mano de obra y los mexicanos existentes no eran suficientes en ese tiempo para proporcionarla, por este motivo, de 1910 a 1920 se facilitó la entrada de asiáticos a trabajar en esta región. Siendo así los chinos sus pioneros, con la construcción del ferrocarril. Mexicali se fundó el 14 de marzo de 1903 y La Colorado River land company necesitaba de mano de obra en estas tierras desiertas, por lo cual importó un número considerable de trabajadores chinos conocidos como culis. Debido a esto, es que Mexicali se considera como la ciudad que tiene la mejor comida china en México (e incluso se dice "del mundo", comercialmente hablando), volviéndose la comida típica de la ciudad, con más de 200 restaurantes donde se puede disfrutar chop suey, arroz frito, chow mein, carnitas coloradas, chun cun, entre otras recetas.
Según algunas fuentes, los chinos llevaron el opio a México entrando por el puerto de Mazatlán, rápidamente se dieron cuenta de que las condiciones climáticas de Sinaloa permitía el buen cultivo de esta planta; así fue como inició las primeras rutas de narcotráfico hacia los Estados Unidos por el territorio mexicano donde descubrieron dichos caminos de tráfico de drogas de los chinos.[cita requerida]

## Xenofobia en México

### Matanza en Torreón

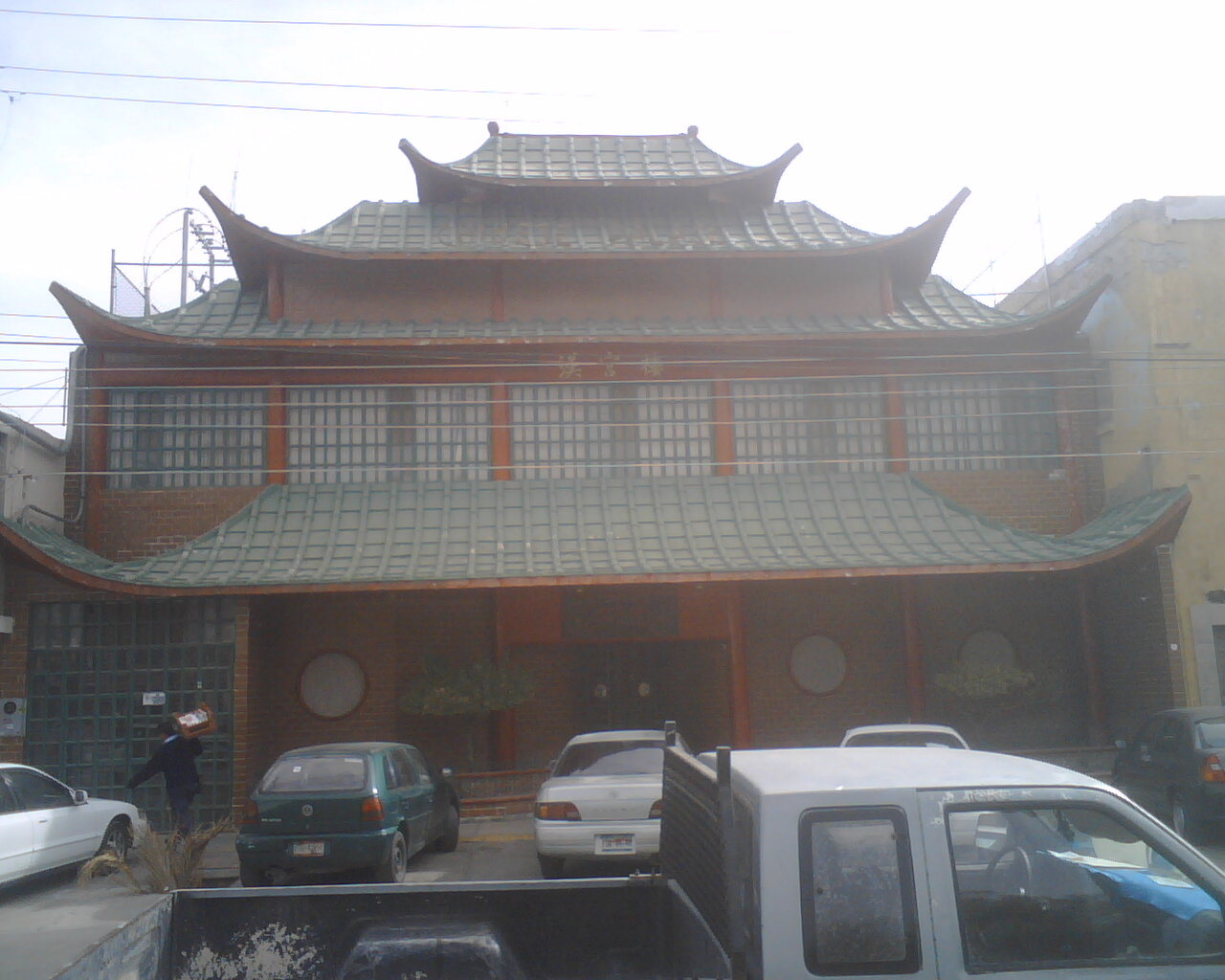
Palacio chino, monumento a la inmigración china de Torreón.

Existen varios episodios lamentables de racismo en México, entre los más notables se encuentran la matanza de chinos de Torreón, la cual ocurrió el 15 de mayo de 1911 y en la que fueron asesinadas 303 personas, la mitad de la comunidad china en Torreón, en el estado de Coahuila.
En 1917, en la penitenciaría de Hermosillo, Sonora se apresaron más de 300 chinos sin justificación los cuales fueron torturados y en el peor de los casos asesinados por las políticas nacionalistas y racistas de los gobiernos mexicanos pos-revolucionarios.[cita requerida]
Se les inventó un sinfín de defectos: haraganes, opiómanos, jugadores y vengativos que no temían cometer asesinatos. Se denunció con frecuencia su desaseo, se decía que eran fáciles transmisores de enfermedades, débiles y feos. Por ello, el que muchas mexicanas contrajeron matrimonio con chinos era algo despreciable. Hubo quienes en 1907 dijeron que las mexicanas que se casaran con hombres tan feos merecían una “paliza soberana”.
Existen diversos esfuerzos para disminuir el racismo, entre ellos el encabezado por Eduardo Auyón, un intelectual originario de Guangdong, China, pero que vive en Mexicali, Baja California, desde hace 52 años, ha fundado la Alianza Pro Unificación Pacífica de China en México e impulsado vehementemente la Asociación China local.[cita requerida]

## Cultura china en México

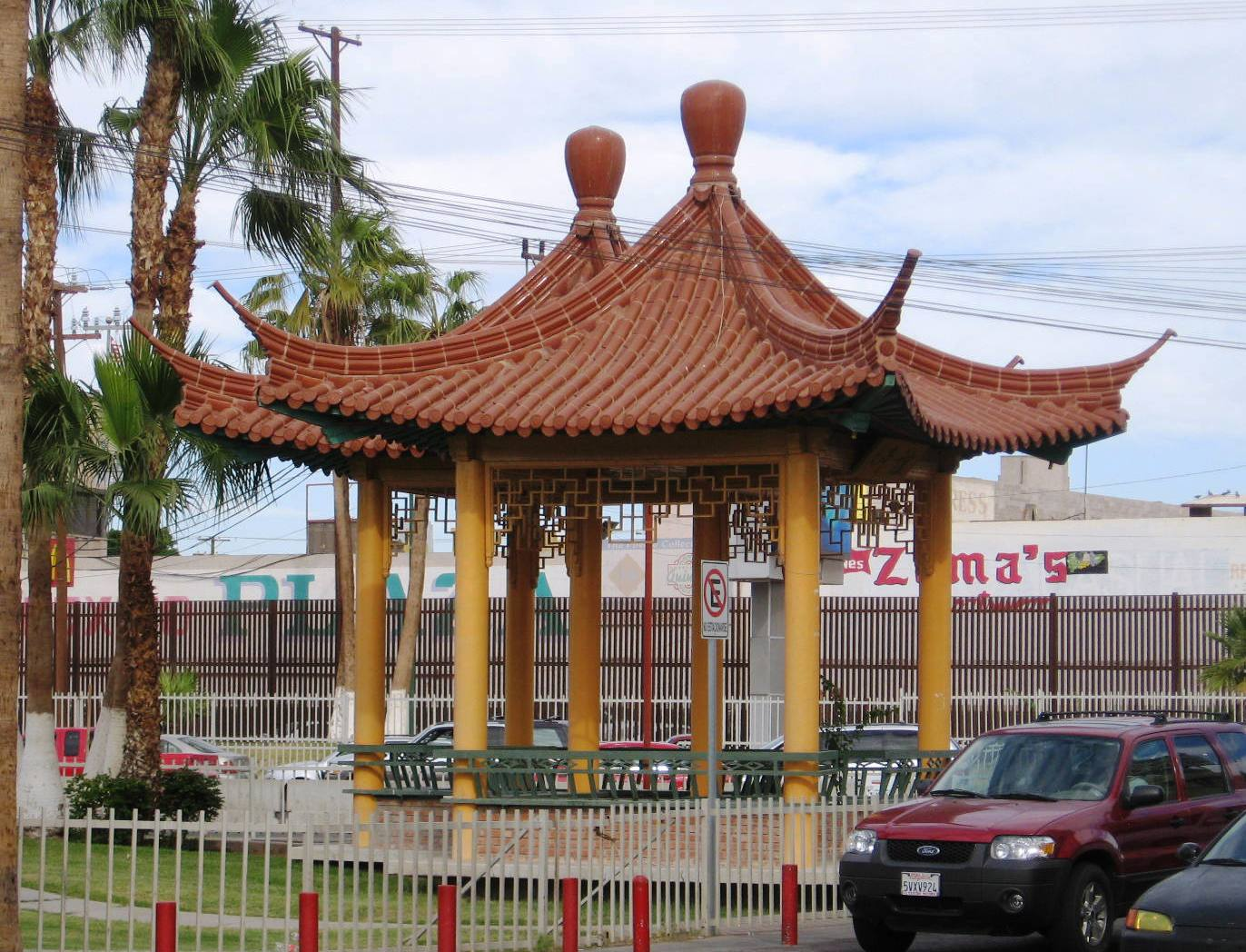
Pagoda de la Amistad, monumento a la inmigración china de Mexicali, Baja California.

La artesanía piñatera mexicana ha llegado procedente de España y a su vez de Italia con una relación histórica que surgió en el Viejo Mundo, la tradición de romper piñatas en México nace con las posadas navideñas y se extiende la costumbre en los cumpleaños infantiles. Las piñatas son una amalgama de tradiciones sincretizadas venidas de diversas regiones del mundo, surge en China la tradición, llega a Italia a través de Marco Polo, luego se extiende la costumbre por los frailes quienes la trajeron a la Nueva España por donde la costumbre se arraigó y adquirió una particularidad cristiana con raíces aztecas que hoy en día forma parte de las costumbres más comunes de México.

## Comunidades chinas

### Baja California

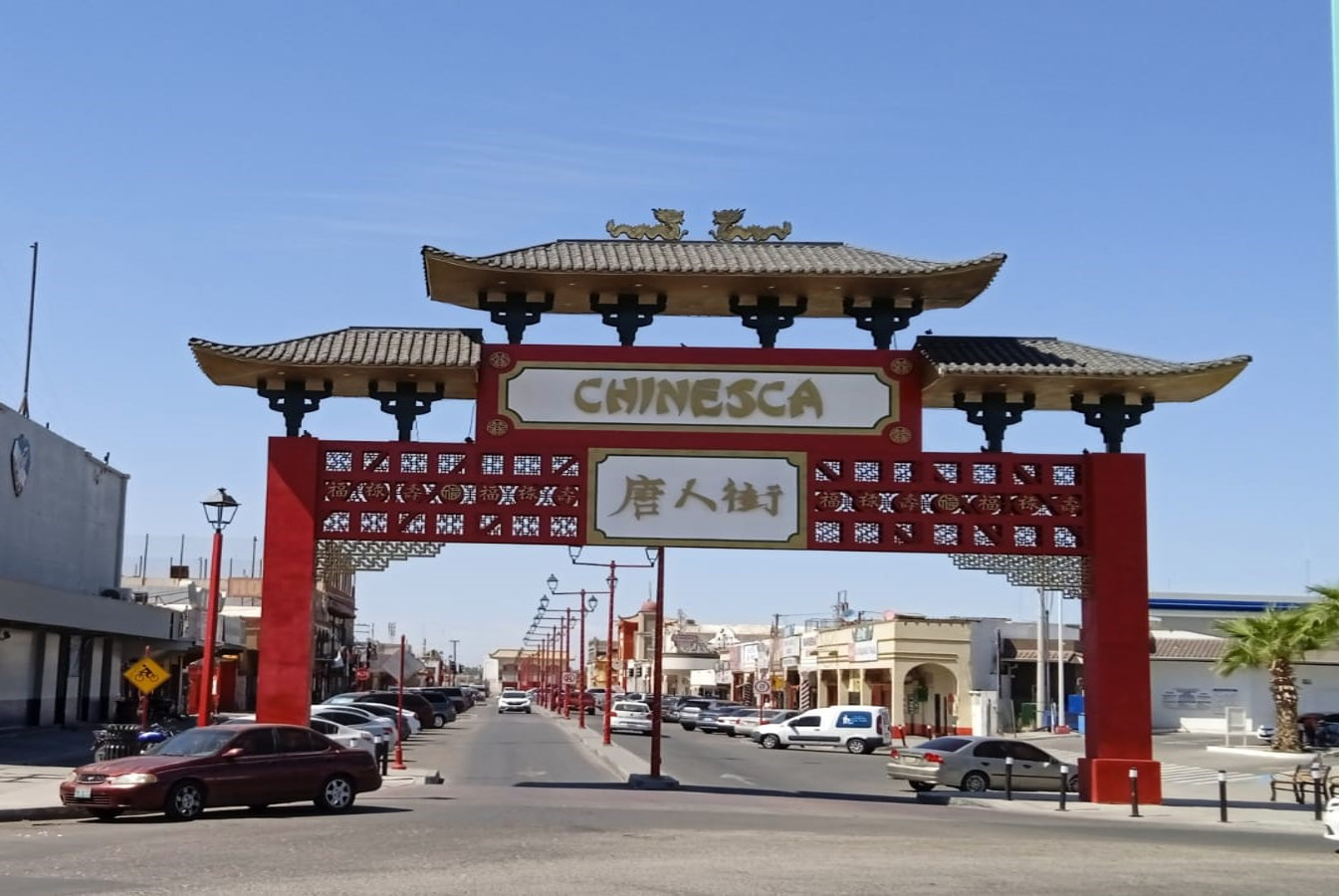
Portal de acceso a la Chinesca en 2022

La ciudad de Mexicali es una ciudad mexicana de la frontera norte fundada en su mayoría por inmigrantes chinos, actualmente la comunidad se mantiene con una influencia cultural muy fuerte en toda la ciudad. En Mexicali existen diversos centros culturales chinos y asociaciones de chinos, los cuales forman parte de los centros de reunión comunitaria y centros de arte y cultura china, para la enseñanza del idioma chino y del idioma cantonés, del folklore chino, apertura comercial o restaurantera y la difusión de cultos y religiones profesadas por las personas de la comunidad.
La Mesa, en la ciudad de Tijuana es la segunda comunidad china más numerosa en el estado de Baja California. Allí existen diversas asociaciones civiles y centros comunitarios de la enseñanza del idioma chino y la cultura de los pueblos chinos.

### Ciudad de México
En la Ciudad de México se encuentra el Barrio chino o Chinetown más pequeño del mundo, es una de las comunidades chinas más importantes del país, en dicho barrio hay tiendas, restaurantes, parques y centros de integración social china para los miembros de la comunidad.

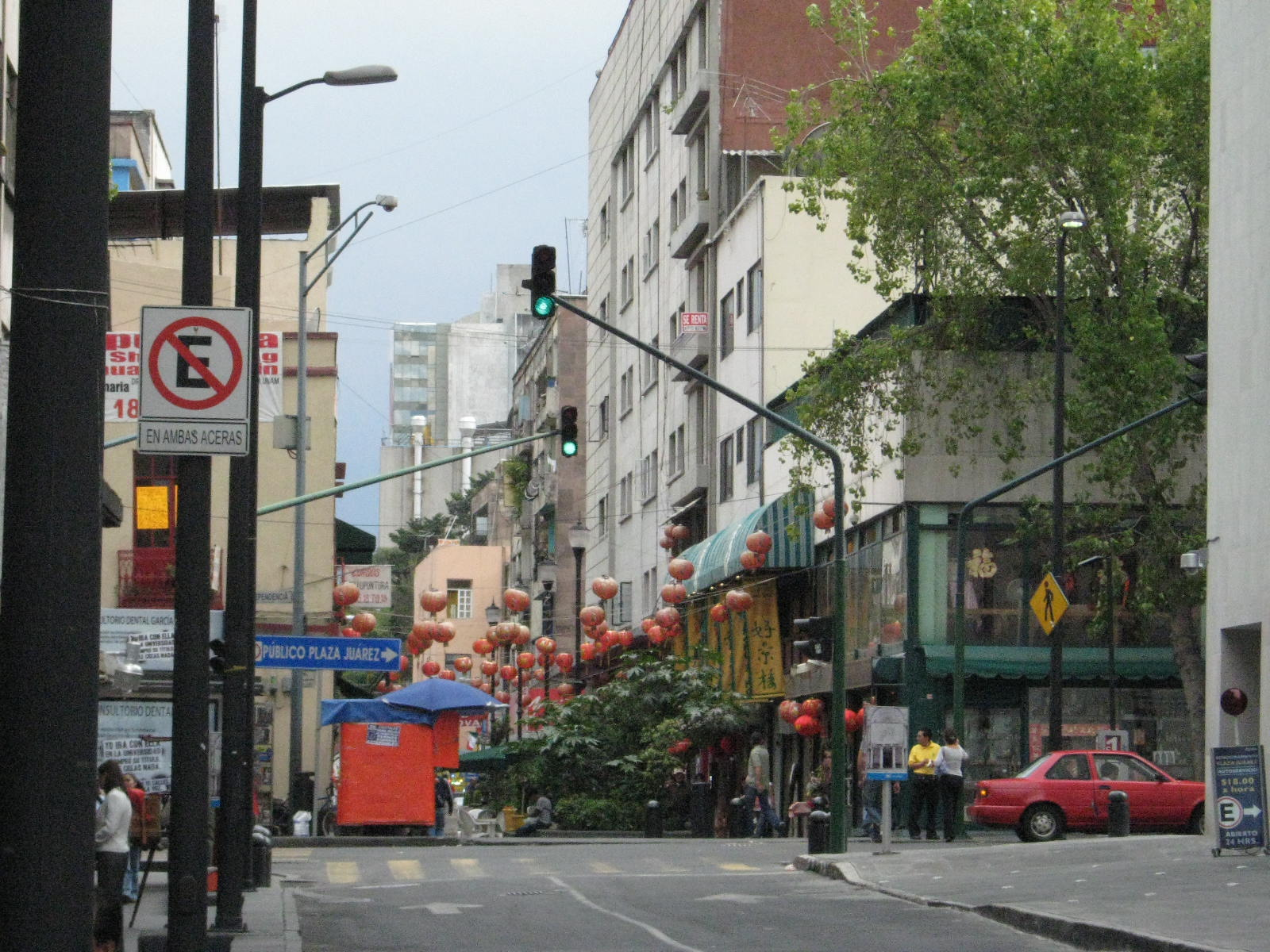
Entrando al Barrio Chino de la Ciudad de México.
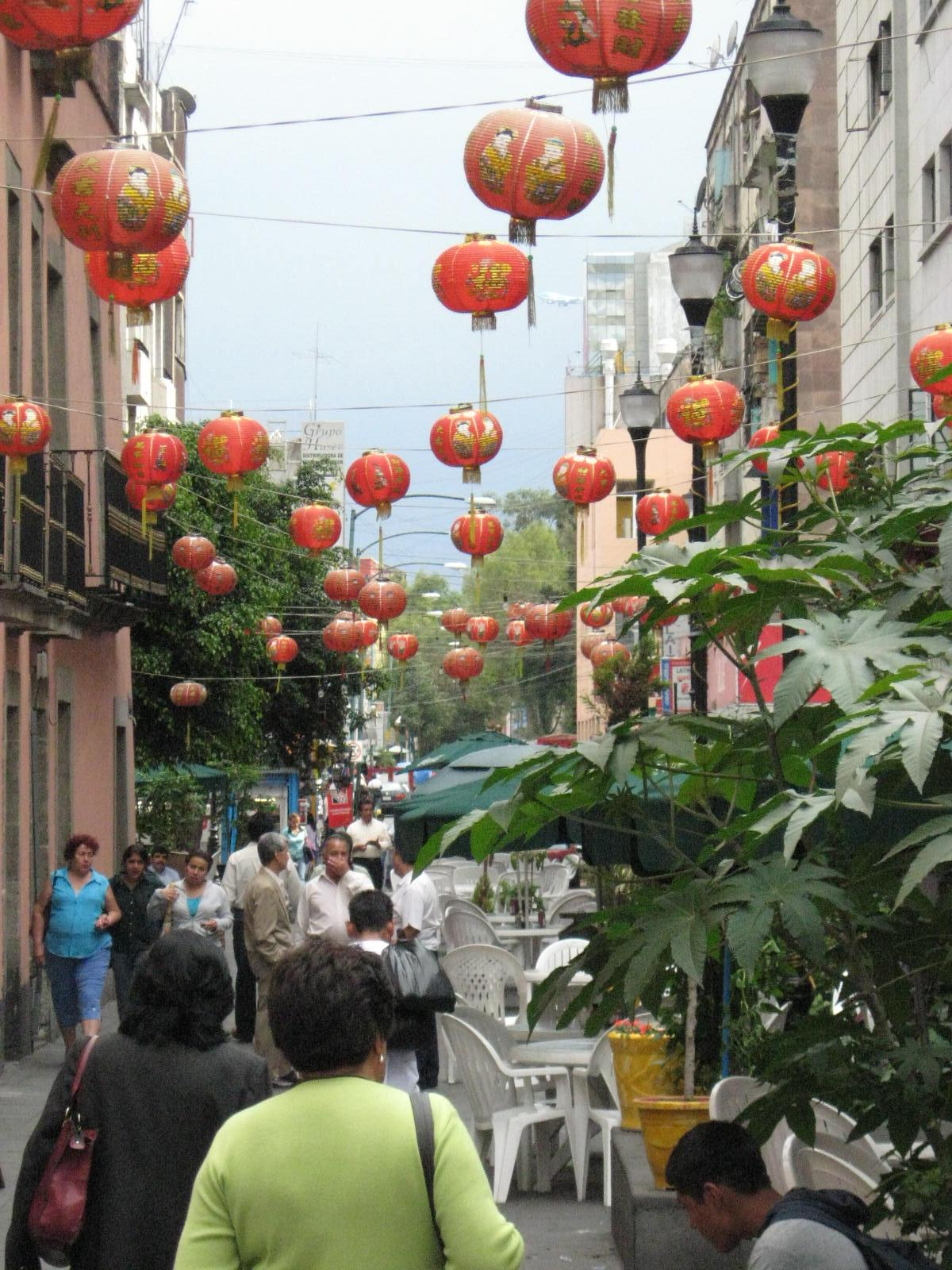
La Calle Dolores
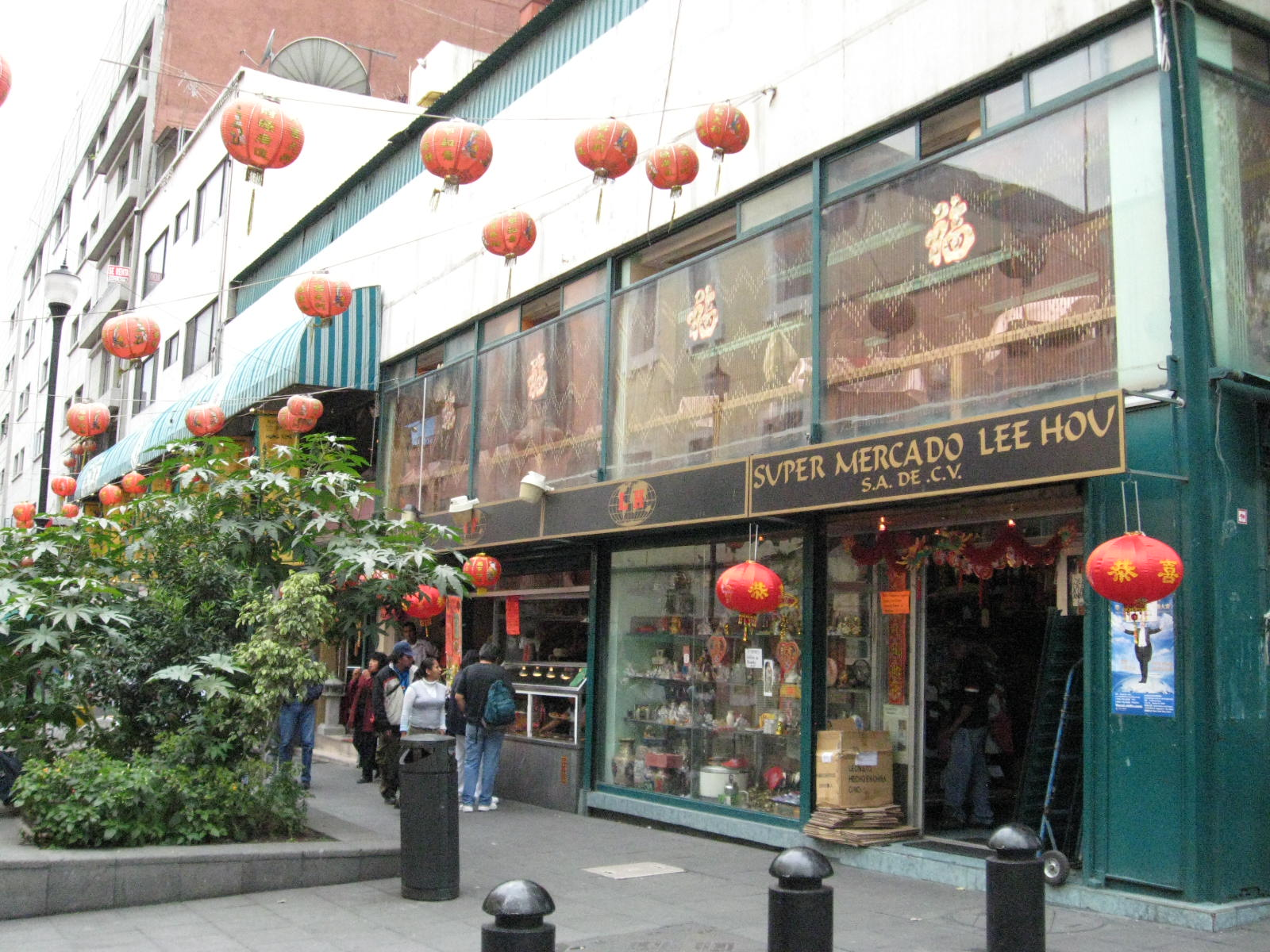
Un supermercado asiático en la calle de Dolores.
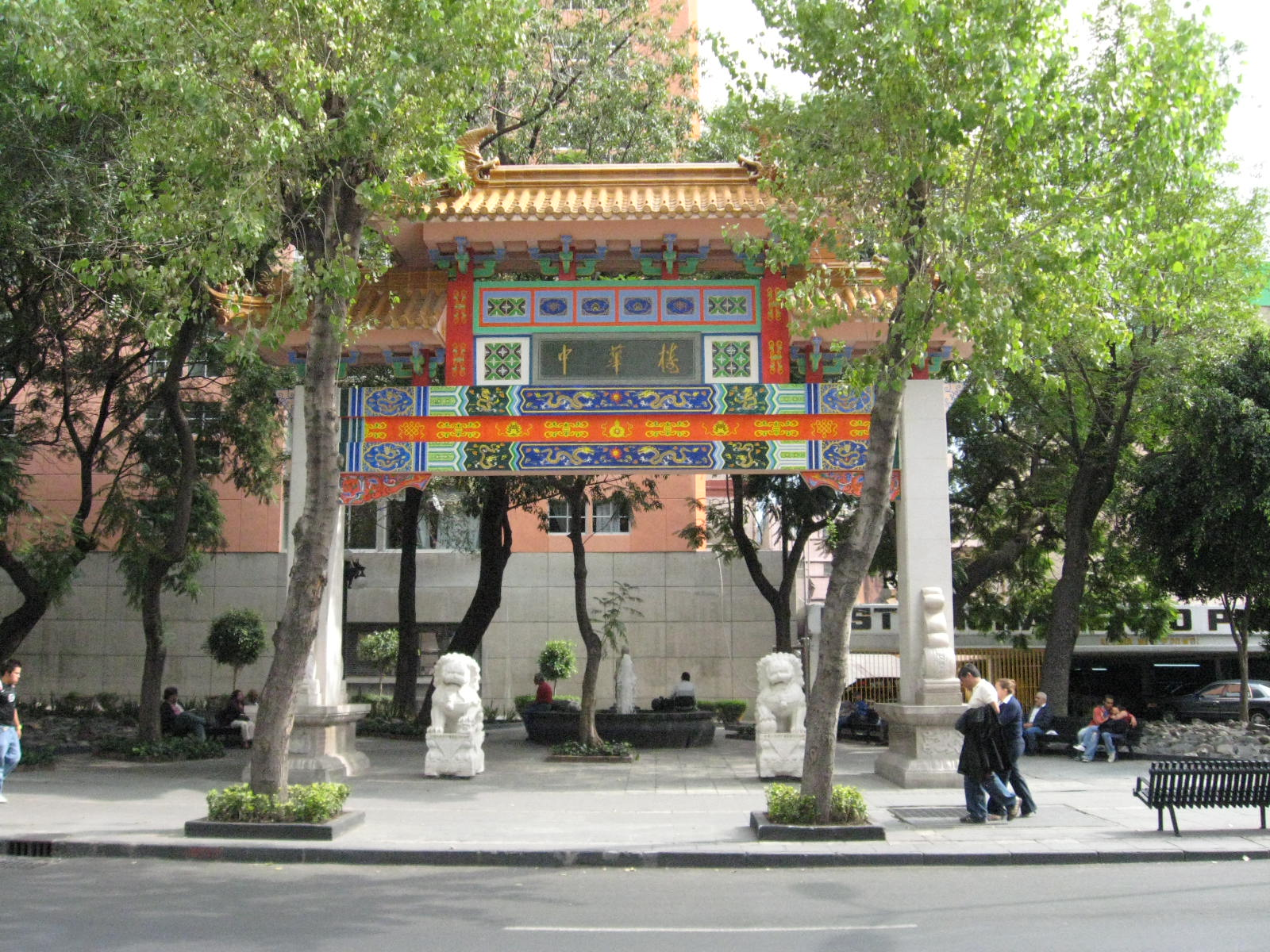
Arco en honor a la comunidad Chino-mexicana
Calle Dolores en el Barrio Chino de la CDMX
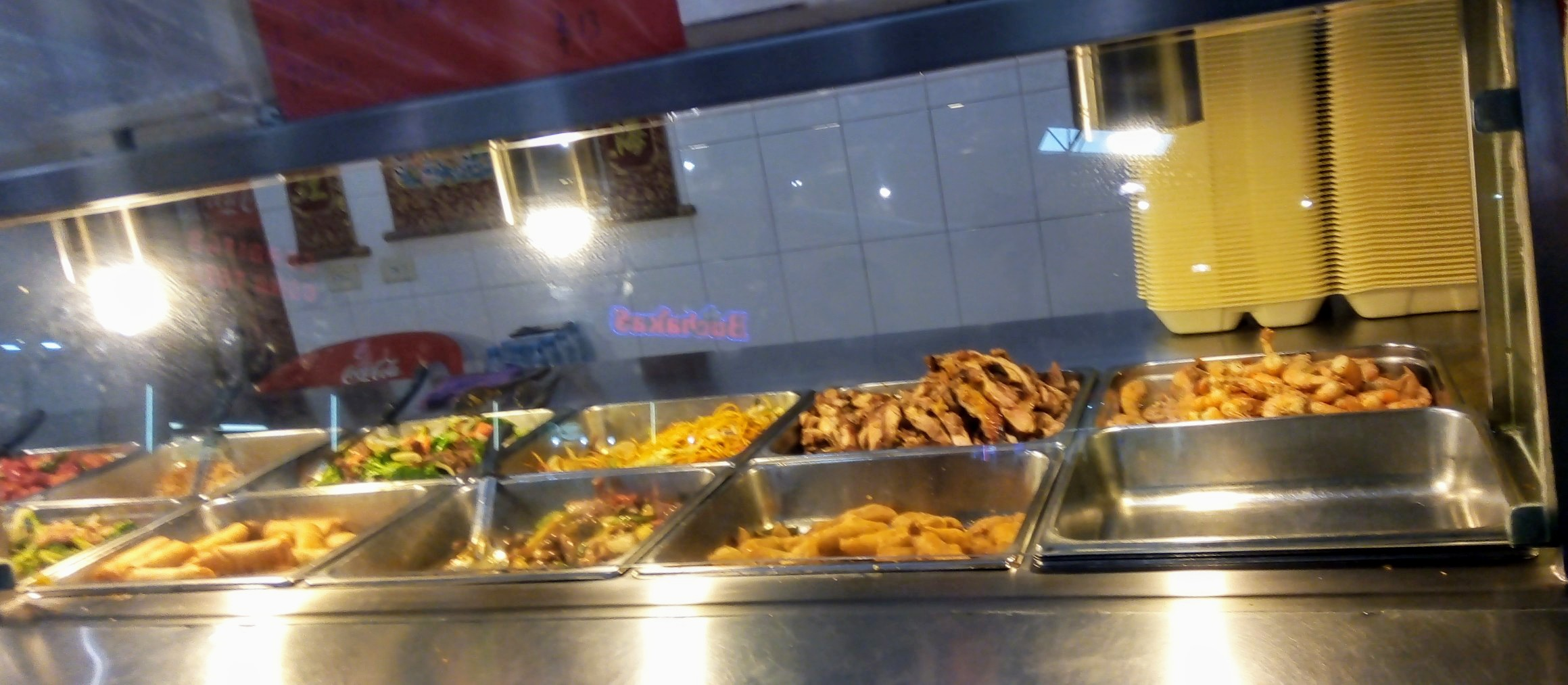
Comida de un restaurante chino-mexicano en Nuevo León.

### Veracruz

Restaurante cantonés Le Yuan, es un centro de la ciudad de Coatzacoalcos, Veracruz.

La comunidad china se ha establecido en el estado de Veracruz durante los primeros años del siglo XX, llegaron como jornaleros, marineros y comerciantes a los principales puertos del estado. En Coatzacoalcos se encuentra la mayor comunidad china del estado, la segunda comunidad está ubicada en Veracruz, antiguamente eran jornaleros y marineros, actualmente destacan por el comercio, sus restaurantes y panaderías, así como los negocios y la transportación logística.

### Yucatán

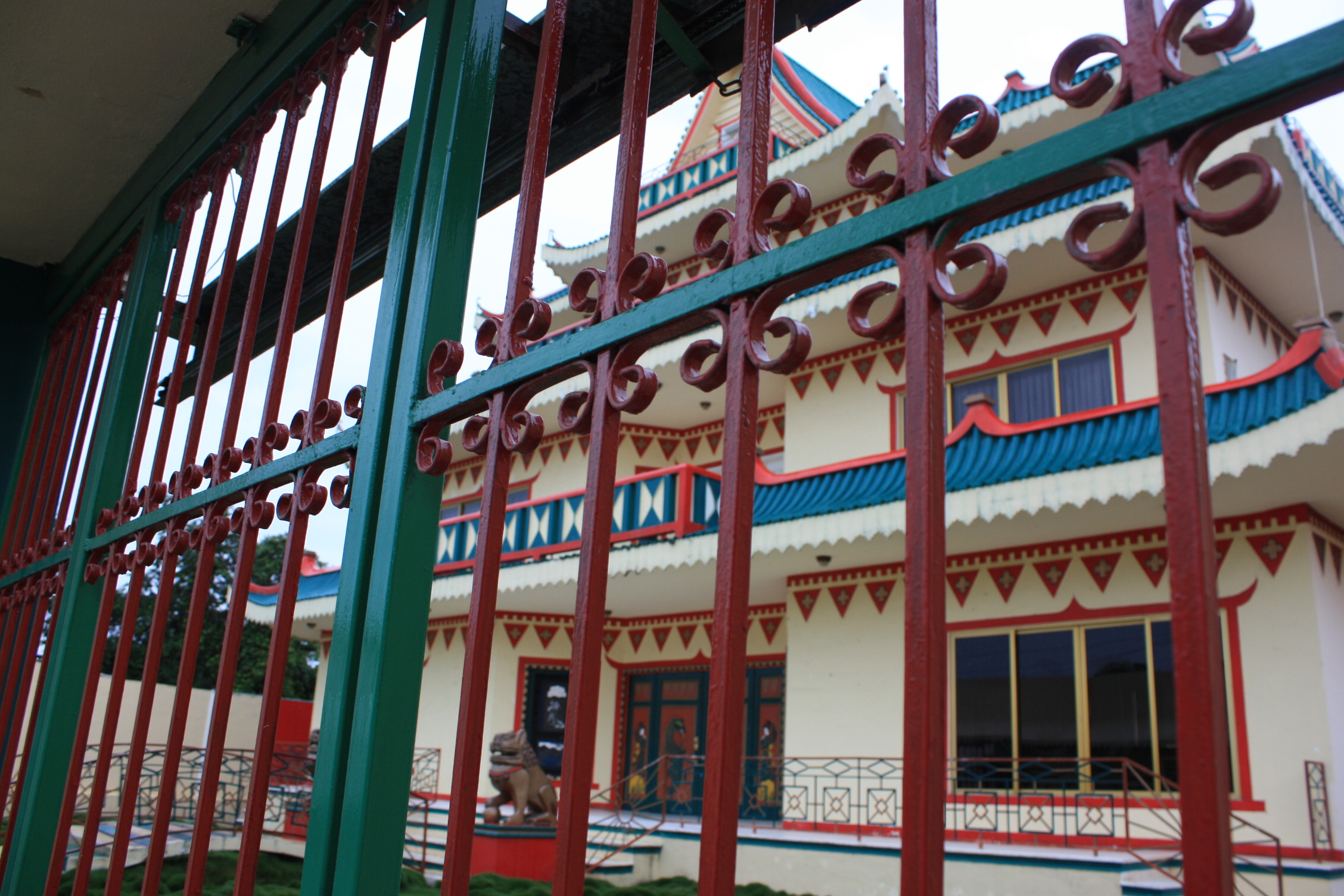
La Casa de Chinos, es un centro cultural chino en la ciudad de Valladolid, Yucatán.

La comunidad china también se encuentra establecida en el estado de Yucatán, llegaron como jornaleros y comerciantes a las haciendas henequeneras del estado. En Mérida se encuentra la mayor comunidad china del estado, la segunda comunidad está ubicada en Valladolid, antiguamente eran jornaleros de haciendas henequeneras, actualmente destacan por el comercio, sus restaurantes y panaderías, así como los negocios y la transportación logística.
La jarana del Chinito koy koy, es parte de esa mezcla cultural y folklórica de los inmigrantes chinos establecidos en Yucatán, de los cuales sobresalen apellidos yucatecos como Chan, Yuan, Lo o Yin, los cuales se confunden con los apellidos de origen maya.

## Otras comunidades

### Tibetanos
Otra comunidad importante establecida en México en los últimos años es la tibetana, a la búsqueda la manifestación libre de sus costumbres.